# Jogbani
Jogbani là một thành phố và là một khu vực quy hoạch (notified area) của quận Araria thuộc bang Bihar, Ấn Độ.

## Địa lý
Jogbani có vị trí 26°25′B 87°15′Đ / 26,42°B 87,25°Đ Nó có độ cao trung bình là 67 mét (219 feet).

## Nhân khẩu
Theo điều tra dân số năm 2001 của Ấn Độ, Jogbani có dân số 29.962 người. Phái nam chiếm 53% tổng số dân và phái nữ chiếm 47%. Jogbani có tỷ lệ 37% biết đọc biết viết, thấp hơn tỷ lệ trung bình toàn quốc là 59,5%: tỷ lệ cho phái nam là 47%, và tỷ lệ cho phái nữ là 26%. Tại Jogbani, 19% dân số nhỏ hơn 6 tuổi.